# Джалал ад-Дин Али
Джалал ад-Дин Али (перс.  جلال الدین علی‎‎; ? — 1215) — последний правитель (малик) Бамиана из династии Гуридов (1206—1215).

## Биография
Один из двух сыновей Баха ад-Дина Сама II (? — 1206), малика Бамиана (1192—1206). У него был брат по имени Ала ад-Дин Мухаммад. О ранней жизни Джалал ад-Дина известно немногое, за исключением того, что он женился на дочери своего родственника Ала ад-Дина Атсыза.
После убийства верховного лидера Гуридов Муиз ад-Дина Мухаммеда в 1206 году отца Джалал ад-Дина Баху ад-Дина Сама II поддерживали местные иранские солдаты, в то время как тюркские гулямы поддерживали другого гуридского принца по имени Гийас ад-Дин Махмуд. Однако Баха ад-Дин Сам II умер через несколько дней, и ему наследовал Джалал ад-Дин, которого вместе со своим братом Ала ад-Дином Мухаммедам поддерживали сторонники их отца. Джалал ад-Дин вскоре короновал Ала ад-Дина Мухаммеда правителем Газни, а затем вернулся в свою столицу — Бамиан. Однако вскоре два брата вступили в спор между Бамианом, и тем временем тюркский генерал Тадж ад-Дин Йылдыз вырвал Газни у Ала ад-Дина Мухаммада.
В последующие годы государство Хорезмшахов начало медленно завоевывать Гуридский султанат, и в 1215 году хорезмшах Ала ад-Дин Мухаммед II вторгся во владения Джалал-ад-Дина, где он победил и убил последнего, включив Бамиан в свою империю, тем самым положив конец бамианской линии династии Гуридов.